# Angel Witch
Gli Angel Witch sono un gruppo heavy metal inglese fondato nel 1977.

## Storia del gruppo

### Da Lucifer ad Angel Witch
Gli Angel Witch sono un gruppo Heavy Metal inglese, si formano a Birmingham in Inghilterra nel 1977. La band si forma inizialmente sotto il nome di Lucifer, composta dal chitarrista e cantante Kevin Heybourne, il chitarrista Rob Downing, il batterista Steve Jones e il bassista Barry Clements. Steve Jones lascia i Lucifer e si unisce a Bruce Dickinson nella formazione degli Speed. Il resto di Lucifer diventa gli Angel Witch, con le eccezioni di Barry, sostituito da Kevin Riddles, e Steve Jones, sostituito da Dave Hogg. L'anno seguente Rob Downing lascia la band. La band appare al Friday Rock Show nel 1978.
La prima canzone degli Angel Witch ad ottenere il successo è 'Baphomet', che viene inclusa nella celebre compilation "Metal for Muthas I". Questa canzone conferma alla band una certa notorietà, tanto che la stessa EMI offre un contratto al giovane gruppo inglese. Gli Angel Witch suonano all'Heavy Metal Mayhem Barn insieme a Saxon, Motörhead, Girlschool, Vardis e Mythra. Nei primi mesi del 1980 esce il primo singolo "Sweet Danger", che però si rivela un flop commerciale, restando nelle classifiche inglesi per una sola settimana e spingendo così la EMI a rescindere il contratto.

### Il primo album e lo scioglimento
Nel 1980 la Bronze Records mette sotto contratto la band e ben presto comincia a registrare e pubblicare il loro album di debutto, l'omonimo 'Angel Witch'. Questo album è considerato uno dei più importanti della NWOBHM ma, dopo la sua uscita, la struttura della band comincia a cadere a pezzi. Nel 1981 Dave Hogg lascia la band e viene rimpiazzato da Dave Dufort. Questa line-up registra solo un EP, intitolato "Loser". Artisticamente un successo, tutt'oggi viene considerato uno dei lavori più rappresentativi del movimento New Wave of British Heavy Metal. Nonostante l'accoglienza positiva riservata dal mercato e dalla critica al loro primo disco, il gruppo comincia presto a rompersi. Riddles e Dufort lasciano la band per formare i Tytan e, dopo diversi tentativi falliti da parte di Heybourne di continuare con altri musicisti, anche quest'ultimo abbandona la band per unirsi ad un altro gruppo, i Deep Machine.
Nel 1982 gli Angel Witch vengono resuscitati dallo stesso Heybourne, che porta con sé il cantante Roger Mardsen ed il batterista Ricky Bruce dai Deep Machine e chiama Jerry Cunningham a suonare il basso. Questa nuova formazione dura molto poco, in quanto lo stile vocale di Mardsen mal si addice al suono degli Angel Witch. Dopo poco tempo, il cantante è estromesso dalla band ed Heybourne torna a ricoprire il ruolo del cantante. Gli Angel Witch decidono di tornare ad un trio formato da Kevin Heybourne (chitarra e voce), Jerry Cunningham (basso) e Ricky Bruce (batteria). Questa line-up registra un album live chiamato "'82 Revisited - Live At The Anglia East Rock Festival Mildenhall" con Kevin Heybourne alla voce in tutto, che uscirà nel 1997.

### Ritorno e nuovo scioglimento
Nel 1983 la band si scioglie temporaneamente quando Heybourne si unisce ai Blind Fury, ma già nel 1984 il progetto Angel Witch viene ripristinato, con Peter Gordelier al basso, Dave Tattum alla voce e Dave Hogg ancora una volta alla batteria. Questa formazione riesce a registrare il secondo album della band, "Screamin' n' Bleedin'". Ancora una volta, l'instabilità della band non tarda a manifestarsi: prima della registrazione del terzo album "Frontal Assault" datato 1986, Dave Hogg abbandona la band con grande disappunto dei fan e viene rimpiazzato da Spencer Hoffman. Quello stesso anno anche Dave Tattum lascia il gruppo e per qualche anno gli Angel Witch rimangono in tre, facendo qualche sporadica esibizione dal vivo.
Nel 1989 vanno in tournée in California, aggiungendo Grant Dennison alla chitarra ritmica. Registrano un disco dal vivo in tour chiamato "Live" su Metal Blade Records. Giunto alla conclusione che il gruppo avrebbe avuto maggiori probabilità di successo oltre oceano, Heybourne decide di trasferire gli Angel Witch negli Stati Uniti. Gli altri membri della band non hanno però modo di seguirlo, avendo questi già delle vite stabili in patria. Viene dunque a generarsi un'incarnazione americana della band, con Jon Torres dei Laaz Rockit al basso, il batterista Tom Hunting degli Exodus ed il chitarrista Doug Piercy degli Heathen. Questa formazione si dimostra più solida delle precedenti ed il gruppo organizza in breve tempo diversi concerti negli Stati Uniti. Risulta però che Heybourne ha dei problemi con l'ufficio immigrazione locale, venendo arrestato il giorno prima del primo concerto del gruppo e fatto tornare di corsa in Inghilterra. Senza la guida di Heybourne, la band si scioglie.

### Il nuovo ritorno
Nel 2000 Jon Torres ritorna negli Stati Uniti e Kevin Heybourne mette su un'altra formazione con Keith Herzberg, Richie Wicks, e Scott Higham registrando il live 2000: "Live at the LA2" ed inoltre suona al Wacken Festival nell'estate dello stesso anno.
Nel dicembre del 2002, Kevin Heybourne e Jon Torres si riuniscono a Londra decisi a riformare gli Angel Witch, torna il batterista Tom Hunting (Exodus) e reclutano il chitarrista Lee Altus (ex Heathen, Die Krupp) poco dopo Tom Hunting deve tornare con gli Exodus e al suo posto viene reclutato Darren Minter degli Heathen. La nuova formazione comprende Kevin Heybourne (chitarra e voce), Jon Torres (basso e cori), Darren Minter dei Pagan (chitarra ritmica e cori) e Lee Altus (batteria).
Nel 2011 gli Angel Witch entrano in studio per registrare il loro quarto album dal titolo As Above, So Below. È stato registrato con Kevin Heybourne alla chitarra e voce, Will Palmer al basso, Bill Steer alla chitarra, e Andrew Prestridge alla batteria. Sono anche tornati a suonare dal vivo al Bloodstock Open Air nel 2011.
Jon Torres un tempo bassista degli Angel Witch è morto il 3 settembre 2013 per una, così riportata, insufficienza cardiaca. Aveva 51 anni.

## Formazione
- Kevin Heybourne - chitarra, voce (1978 - 1982, 1984 - 1998, 2000 - oggi)
- Will Palmer - basso (2009 - oggi)
- Andy Prestridge - batteria (2009 - oggi)

## Discografia
- 1980 - Angel Witch
- 1985 - Screamin' n' Bleedin'
- 1986 - Frontal Assault
- 2012 - As Above, So Below
- 2019 - Angel of Light